# 7392 Kowalski
7392 Kowalski è un asteroide della fascia principale. Scoperto nel 1984, presenta un'orbita caratterizzata da un semiasse maggiore pari a 2,7561082 UA e da un'eccentricità di 0,1253429, inclinata di 4,94882° rispetto all'eclittica.
L'asteroide è dedicato all'astronomo statunitense Richard A. Kowalski.